# Fiorella Bonicelli
Fiorella Bonicelli (21 de Dezembro de 1951) é uma ex-tenista profissional uruguaia, que conquistou um título de duplas, e outro de duplas mistas em Grand Slam, também participou da Fed Cup, representando o Uruguai.

## Grand Slam finais

### Duplas: 1 (1-0)
Vitórias (1)
| Ano  | Campeonato    | Parceira     | Oponentes na final                  | Placar da final |
| 1976 | Roland Garros | Gail Sheriff | Kathy Harter Helga Niessen Masthoff | 6–4, 1–6, 6–3   |

### Duplas Mistas: 1 (1-0)
Vitórias (1)
| Ano  | Campeonato    | Parceira    | Oponentes na final          | Placar da final |
| 1975 | Roland Garros | Thomas Koch | Jaime Fillol Pam Teeguarden | 6–4, 7–6        |